# مرحل الحالة الصلبة
مرحل الحالة الصلبة (بالإنجليزية: Solid State Relay) هو نوع من أنواع المرحل الذي لا يحتوي على جزء ميكانيكي متحرك على عكس المرحل الاعتيادي(الكتروميكانيكي) فبتالي لا يولد صوت أثناء عمل فتح وإغلاق الدائرة، تم اختراع هذا النوع من المرحل بواسطة جوزيف هانري في عام 1835. ثمن هذا النوع من أنواع المرحل أغلى من المرحل الاعتيادي. 
لها ايجابيات وسلبيات مقارنتا بالمرحل الاعتيادي:
ايجابيات:

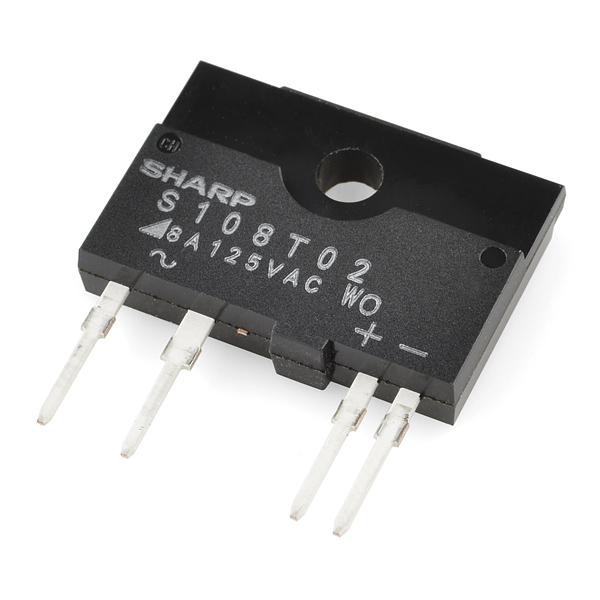
أحد أنواع المرحل الحالة الصلبة ذات قوة تحمل 8 أمبير من شركة SHARP اليابانية

1- بما أن المرحل الاعتيادي لها عمر افتراضي يقاس بعدد دفعات عمل الفتح الدئرة(Switching) قد يصل إلى 2000 مرة فهو غير محبب إستخدامة في دوائر التي تقوم بعمل فتح وإغلاق الحمل لمرات عديدة كالوماضات(Flasher) فبالتالي نقوم باستخدام مرحل الحالة الصلبة
2- لا يولد صوت اثناء التشغيل والإطفاء
سلبيات:
سعر أغلى من المرحل الاعتيادي
يجب اختيار SSR مناسب اعتمادا على أقصى تيار والجهد للحمل المراد بتشغيلة.